# Lucie Leblanc
Pour les articles homonymes, voir Leblanc.
Lucie Leblanc, née le 1er avril 1962 à Montréal, est une femme politique québécoise.
Conseillère municipale de 1998 à 2002 puis mairesse de 2002 à 2005 de Sainte-Marthe-sur-le-Lac, elle est députée de Deux-Montagnes à l'Assemblée nationale du Québec sous la bannière de l'Action démocratique du Québec de mars 2007 à décembre 2008.

## Biographie
Née le 1er avril 1962 à Montréal, Lucie Leblanc est la fille de Jean-Charles Leblanc, postier, et de Jeannine Blitz.
Élue conseillère municipale de Sainte-Marthe-sur-le-Lac en 1998, elle devient mairesse de cette ville en 2002. Elle est défaite à ce poste lors des élections de 2005 par Sonia Paulus du parti Nouvelle option.
Elle est élue députée de la circonscription de Deux-Montagnes à l'Assemblée nationale du Québec sous la bannière de l'Action démocratique du Québec lors des élections générales québécoises de 2007. Après l'élection, elle est nommée critique de l'opposition officielle en matière de condition féminine. Lors de nouvelles élections en décembre 2008, elle est battue par le péquiste Benoit Charette ainsi que par la libérale Marie-France Daoust, arrivant troisième avec seulement 18 % des voix.
En avril 2011, elle se présente au niveau fédéral comme candidate du Parti conservateur du Canada dans la circonscription de Rivière-des-Mille-Îles. Lors des élections du 2 mai 2011, elle termine quatrième rang, loin derrière la candidate élue, la néo-démocrate Laurin Liu qui obtient 49,21 % des voix.

## Résultats électoraux

### Résultats provinciaux
|                                                                                             | Nom                      | Parti               | Nombre de voix | %      | Maj.  |
| ------------------------------------------------------------------------------------------- | ------------------------ | ------------------- | -------------- | ------ | ----- |
|                                                                                             | Benoit Charette          | Parti québécois     | 11 961         | 43,1 % | 2 981 |
|                                                                                             | Marie-France Daoust      | Libéral             | 8 980          | 32,4 % | -     |
|                                                                                             | Lucie Leblanc (sortante) | Action démocratique | 4 986          | 18 %   | -     |
|                                                                                             | Guy Rainville            | Vert                | 1 168          | 4,2 %  | -     |
|                                                                                             | Julien Demers            | Québec solidaire    | 632            | 2,3 %  | -     |
| Total                                                                                       | Total                    | Total               | 27 727         | 100 %  |       |
| Le taux de participation lors de l'élection était de 61 % et 535 bulletins ont été rejetés. |                          |                     |                |        |       |

|                                                                                               | Nom               | Parti               | Nombre de voix | %      | Maj.  |
| --------------------------------------------------------------------------------------------- | ----------------- | ------------------- | -------------- | ------ | ----- |
|                                                                                               | Lucie Leblanc     | Action démocratique | 12 415         | 36,3 % | 1 132 |
|                                                                                               | Daniel Goyer      | Parti québécois     | 11 283         | 33 %   | -     |
|                                                                                               | Paule Fortier     | Libéral             | 8 183          | 23,9 % | -     |
|                                                                                               | Guy Rainville     | Vert                | 1 448          | 4,2 %  | -     |
|                                                                                               | Julien Demers     | Québec solidaire    | 740            | 2,2 %  | -     |
|                                                                                               | Manon Bissonnette | Indépendant         | 114            | 0,3 %  | -     |
| Total                                                                                         | Total             | Total               | 34 183         | 100 %  |       |
| Le taux de participation lors de l'élection était de 76,4 % et 360 bulletins ont été rejetés. |                   |                     |                |        |       |